# Евстафьев, Александр Петрович
Алекса́ндр Петро́вич Евста́фьев (23 августа 1929, Кузнецовский район, Московская область — 10 марта 2008, Москва) — советский государственный деятель, дипломат, журналист.
Заместитель Председателя Государственного комитета по телевидению и радиовещанию при Совете Министров СССР, (с 5 июля 1978 — Гостелерадио СССР). Член КПСС.

## Биография
Родился в деревне Санниково в простой семье. Отец, Евстафьев Петр Дмитриевич, работал переплётчиком в типографии, мать, Клавдия Ивановна, была домохозяйкой.
Свой трудовой стаж начал в 1944 году. Окончил школу рабочей молодёжи. Поступил в МГИМО и окончил его с красным дипломом.
После выпуска был принят на работу на Московское радио в отдел вещания на зарубежные страны. Прошел путь от рядового журналиста до заместителя главного редактора радиовещания на страны Северной Америки.
Некоторое время работал в аппарате ЦК КПСС.
С 1968 по 1974 г. работал советником посольства СССР в США под руководством видного дипломата, посла СССР Анатолия Добрынина. На этом ответственном дипломатическом посту он много ездил по Америке, выступая и рассказывая о достижениях своей страны, и внес большой вклад в советско-американский диалог по информационным вопросам.
В 1974 году был назначен зампредом Гостелерадио СССР, отвечал за радиовещание на зарубежные страны. Долгие годы работал под руководством Сергея Георгиевича Лапина.
По словам сослуживцев, с возвращением Евстафьева на иновещание началась новая эпоха. «Александр Петрович говорил: давайте о нас рассказывать, глянца не нужно, рассказывайте о том, что мы обсуждаем в нашем обществе, на том языке, которым мы говорим между собой», — вспоминал бывший сотрудник иновещания, а позднее ректор Гуманитарного института телевидения и радиовещания Валентин Лазуткин..
Под руководством Евстафьева была создана «Всемирная служба» Московского радио на английском языке. Единая радиослужба на английском языке имела круглосуточное вещание, и новости читались в прямом эфире — неслыханная по брежневским временам смелость и ответственность.
По словам главного редактора Всемирной службы иновещания радиокомпании «Голос России» Юрия Решетникова «Это были новости в лучшем понятии этого слова. И Александр Петрович многое брал на себя.»
Общее число языков, на котором вещала Москва на зарубежные страны достигло 75 языков. Для сравнения, у Голоса Америки к 1985 году было 42 языка, а у Би-Би-Си — 38 языков..
На посту зампреда Гостелерадио Александр Евстафьев трудился в общей сложности 13 лет, а на иновещании почти 30, за что получил неофициальное звание «Патриарх российского радиоэфира» и считался отцом-основателем легендарного иновещания.
С 1987 по 1992 год Александр Петрович работал Заместителем Генерального Секретаря Международной организации радиовещания и телевидения. В 1993 году вышел на пенсию.
Похоронен на Донском кладбище.

## Семья
Жена: Евстафьева Ольга Александровна (1936—2018) — скульптор, член Союза художников СССР.
Сын: Евстафьев, Михаил Александрович (род. 1963) — фотограф, художник. 

## Награды и звания
- Орден Октябрьской революции
- Орден Трудового Красного Знамени
- Орден Дружбы народов

## Избранная библиография
- Антикоммунизм — оружие реакции. — М.: Политиздат, 1962.